# Mandat d'arrêt (film, 1968)
Pour les articles homonymes, voir Mandat d'arrêt.
Pour plus de détails, voir Fiche technique et Distribution.
Mandat d'arrêt (titre original : Nobody Runs Forever) est un film britannique de Ralph Thomas sorti en 1968.

## Synopsis
Le sergent Scobie Malone de la New South Wales Police Force est convoqué à Sydney par le Premier ministre de la Nouvelle-Galles du Sud, M. Flannery, qui lui demand de se rendre à Londres pour d’arrêter le haut diplomate australien Sir James Quentin. Ce dernier, qui occupe le poste de haut-commissaire au Royaume-Uni, est un rival politique du premier ministre en plus d'être le seul suspect dans une affaire de meurtre vieille de 17 ans.
À son arrivée au haut-commissariat australien, Malone rencontre Lady Quentin et son mari, ainsi que le secrétaire de Sir James. Celui-ci ne s’oppose pas à son appréhension mais demande quelques jours pour conclure des négociations de paix délicates. Alors que Malone attend en tant qu’invité de la Haute Commission, il découvre un complot visant à assassiner Sir James, orchestré par le chef d’un dangereux réseau d’espionnage, Maria Cholon.

## Fiche technique
- Titre original : Nobody Runs Forever
- Réalisation : Ralph Thomas
- Scénario : Wilfred Greatorex d'après le roman The High Commissioner de Jon Cleary
- Directeur de la photographie : Ernest Steward
- Montage : Ernest Hosler
- Musique : Georges Delerue
- Décors : Anthony Woollard
- Production : Betty E. Box
- Genre : Film policier
- Pays :  Royaume-Uni
- Durée : 101 minutes
- Dates de sortie :
  -  Royaume-Uni : 22 août 1968 (Avant-première)
  -  États-Unis : 11 décembre 1968 (New York)
  -  France : 25 juin 1969

## Distribution
- Rod Taylor (VF : Jean-Claude Michel) : Scobie Malone
- Christopher Plummer (VF : Jacques Thébault) : Sir James Quentin
- Lilli Palmer (VF : Claire Guibert) : Sheila Quentin
- Camilla Sparv : Lisa Pretorius
- Daliah Lavi : Maria Cholon
- Clive Revill (VF : William Sabatier) : Joseph
- Lee Montague  (VF : Marcel Bozzuffi) : Donzil
- Calvin Lockhart  (VF : Sady Rebbot) : Jamaica
- Derren Nesbitt : Pallain
- Edric Connor : Julius
- Burt Kwouk : Pham Chimh
- Russell Napier  (VF : Pierre Leproux) : Leeds
- Ken Wayne : Ferguson
- Charles « Bud » Tingwell  (VF : Michel Gatineau) : Jacko
- Franchot Tone : l'ambassadeur Townsend
- Leo McKern (VF : Yves Brainville) : Le premier ministre